# دايفيد مكاليستر
دايفيد مكأليستر (بالألمانية: David McAllister )‏ (و. 1971  م) هو سياسي، ومحامي ألماني، ولد في برلين، هو عضوٌ في الاتحاد الديمقراطي المسيحي، شارك في الانتخابات الرئاسية الألمانية 2012، والانتخابات الرئاسية الألمانية 2010، وقائمة المشاركين في التكتلات البرلمانية للاتحاد الديمقراطي المسيحي والاتحاد الاجتماعي المسيحي والحزب الديمقراطي الاجتماعي الألماني سنة 201 ‏، والانتخابات الرئاسية الألمانية 2004، والانتخابات الرئاسية الألمانية 2009، والانتخابات الرئاسية الألمانية 2017.

## مناصب
تولى منصب عضو في البرلمان الأوروبي (منذ 1 يوليو 2014)، ورئيس وزراء ساكسونيا السفلى ‏ (1 يوليو 2010–19 فبراير 2013)، وعضو مجلس الشورى الموحد من ولاية سكسونيا السفلى، وmayor ‏.

## التعليم
تعلم في جامعة هانوفر.

## روابط خارجية
- دايفيد مكاليستر على موقع مونزينجر (الألمانية)